# Paso Viejo
Paso Viejo es una comuna del departamento Cruz del Eje, provincia de Córdoba, Argentina, ubicada en la planicie que se extiende al norte del cordón Occidental de las Sierras de Córdoba, con declive hacia las Salinas Grandes.
Se encuentra a 22 km al oeste de la localidad de Villa de Soto, por la Ruta Nacional 38 y el ferrocarril de cargas que comunican con la Provincia de La Rioja. Dista 46 km de la cabecera departamental y 183 km de la capital provincial.
Paso Viejo está organizada políticamente como Comuna.
En las inmediaciones se ubican los antiguos parajes de Santa Ana y Pichanas.

## Historia
Paso Viejo surgió con el tendido de la línea ferroviaria en 1890,  que siguió similar trazado al del viejo camino a San Juan, al erigirse una estación en el lugar en que atravesaba el cauce del río Pichanas, en terrenos que pertenecían a don José Ignacio Peralta.
En 1935 se construyó la ruta nacional N.º 38 y en 1936 se inauguró el puente que atraviesa el río Pichanas.
Cobró impulso la agricultura a partir de 1944, en que comienza a cultivarse algodón y, al tiempo, se plantaron olivares.
La construcción del dique sobre el río Pichanas (24 km al sureste del pueblo) en la década de 1970 ha dinamizado la producción, al ampliar la zona regada y consecuentemente, permitir expandir los cultivos.
Las familias más conocidas en la zona por sus amplios campos y por contribuir al desarrollo del pueblo  son algunas como "Los Crespo;Torres y Ferreyra"

## Economía
Las actividades económicas del poblado consistieron desde su inicio en la tala de los montes naturales de algarrobos, mistoles y quebrachos; la siembra de maíz y garbanzo y la cría de ganado, principalmente caprino.
Se destaca la producción de aceite de oliva orgánico, que ha recibido premios en ferias nacionales e internacionales y ha hecho trascender el nombre del pueblo

## Geografía

### Población
Cuenta con 1135 habitantes (Indec, 2022), lo que representa un incremento del 9% frente a los 1033 habitantes (Indec, 2010) del censo anterior. Es la cuarta población en importancia del departamento. 
El censo provincial de Población 2008, que incluyó la población rural, registró 1242 pobladores, un 119,82 % más que en el anterior censo provincial de 1996, cuando tenía 565 moradores, con lo cual constituye una de las localidades que ha crecido a un ritmo más sostenido (9,99 % anual).
| Gráfica de evolución demográfica de Paso Viejo entre 1991 y 2022 |
|                                                                  |
| Fuente: censos nacionales del INDEC                              |

### Sismicidad
La región posee sismicidad media; y sus últimas expresiones se produjeron:
- 22 de septiembre de 1908 (116 años), a las 17.00 UTC-3, con 6,5 Richter, escala de Mercalli VII; ubicación 30°30′0″S 64°30′0″O / -30.50000, -64.50000; profundidad: 100 km ; produjo daños en Deán Funes, Cruz del Eje y Soto, provincia de Córdoba, y en el sur de las provincias de Santiago del Estero, La Rioja y Catamarca.

- 16 de enero de 1947 (78 años), a las 2.37 UTC-3, con una magnitud aproximadamente de 5,5 en la escala de Richter (terremoto de Córdoba de 1947)[4]

- 28 de marzo de 1955 (70 años), a las 6.20 UTC-3 con 6,9 Richter: además de la gravedad física del fenómeno se unió el desconocimiento absoluto de la población a estos eventos recurrentes (terremoto de Villa Giardino de 1955)

- 7 de septiembre de 2004 (20 años), a las 8.53 UTC-3 con 4,1 Richter

- 25 de diciembre de 2009 (15 años), a las 21.42 UTC-3 con 4,0 Richter

La Defensa Civil municipal debe realizar anualmente simulacro de sismo; y advertir con abundante señalética sobre escuchar - obedecer